# .pr
.pr은 푸에르토리코의 인터넷 국가 코드 최상위 도메인이다.
.pr.us 2차 도메인은 .us 지역 네임스페이스 아래 푸에르토리코용으로 예약되어 있지만 사용되지 않는다. 푸에르토리코 정부 기관에서는 .gov.pr을 사용하거나, 최근에는 주요 정부 포털이 있는 pr.gov의 하위 도메인을 사용한다.
2010년 3월, 내셔널 퍼블릭 라디오(National Public Radio)는 도메인 핵 "n.pr"을 사용하여 URL 단축 주소를 시작했다.

## 도메인 및 하위 도메인
- .pr – 기업, 전문가, 개인, 회사, 홍보 등을 위한 것이다.
- .biz.pr – 기업용
- .com.pr – 기업용(이에 국한되지 않음)
- .edu.pr – 푸에르토리코에 소재한 교육 기관용
- .gov.pr – 푸에르토리코 정부 기관용
- .info.pr – 유익한 웹사이트용
- .isla.pr – 푸에르토리코에 거주하는 사람용
- .name.pr – 개인용
- .net.pr – 네트워크 지향 엔터티용이지만 이에 국한되지는 않는다.
- .org.pr – 조직용이지만 이에 국한되지는 않는다.
- .pro.pr – 전문가용
- .est.pr – 대학생용
- .prof.pr – 대학 교수용
- .ac.pr – 학자용

## 같이 보기
- .us